# Saint-Frézal-de-Ventalon
Saint-Frézal-de-Ventalon is een plaats en voormalige gemeente in het Franse Kanton Pont-de-Montvert dat behoort tot het departement Lozère in de regio Occitanie en telt 143 inwoners (1999). De plaats maakt deel uit van het arrondissement Florac.

## Geschiedenis
Op 1 januari 2016 fuseerde de gemeente met Saint-Andéol-de-Clerguemort tot een nieuwe gemeente met de naam Ventalon-en-Cévennes.

## Geografie
De oppervlakte van Saint-Frézal-de-Ventalon bedraagt 17,7 km², de bevolkingsdichtheid is 8,1 inwoners per km².
De onderstaande kaart toont de ligging van Saint-Frézal-de-Ventalon met de belangrijkste infrastructuur en aangrenzende gemeenten.

## Demografie
Onderstaande figuur toont het verloop van het inwonertal.